# District Leningradski
District Leningradski (Russisch: Ленингра́дский райо́н) is een district in het noorden van de Russische kraj Krasnodar. Het district heeft een oppervlakte van 1.416 vierkante kilometer en een inwonertal van 63.505 in 2010. Het administratieve centrum bevindt zich in Leningradskaja.
Bestuurlijk centrum: Krasnodar

Steden: Abinsk · Anapa · Apsjeronsk · Armavir · Beloretsjensk · Chadyzjensk · Gelendzjik · Goelkevitsji · Gorjatsji Kljoetsj · Jejsk · Koerganinsk · Korenovsk · Kropotkin · Krymsk · Labinsk · Novokoebansk · Novorossiejsk · Oest-Labinsk · Primorsko-Achtarsk · Slavjansk aan de Koeban · Sotsji · Temrjoek · Tichoretsk · Timasjovsk · Toeapse

Districten: Abinski · Anapski · Apsjeronski · Beloglinski · Beloretsjenski · Brjoekchovetski · Dinskoj · Goelkevitsjski · Jejski · Kalininski · Kanevskoj · Kavkazski · Koerganinski · Koesjtsjovski · Korenovski · Krasnoarmejski · Krylovski · Krymski · Labinski · Leningradski · Mostovski · Novokoebanski · Novopokrovski · Oespenski · Oest-Labinski · Otradnenski · Pavlovski · Primorsko-Achtarski · Severski · Sjtsjerbinovski · Slavjanski · Starominski · Tbilisski · Temrjoekski · Tichoretski · Timasjovski · Toeapsinski · Vyselkovski